# هیتوشی ایشیگاکی
هیتوشی ایشیگاکی (انگلیسی: Hitoshi Ishigaki؛ زادهٔ ۲۵ سپتامبر ۱۹۵۳) بوکسور اهل ژاپن بود.
وی در مسابقات کشوری و بین‌المللی در مجموع برندهٔ ۱ مدال طلا شده‌است.